# مونقراطية
الحكم الفردي (بالإنجليزية: Menocracy)‏ وتُعرَّب إلى المونقراطية، تعني حكم الفرد الواحد الذي يمسك بزمام السلطة ويفرض أفكاره وطريقة حكمه على الشعب وهي كذلك تعبير واضح عن الشخصية وأستبدال مفهوم الدولة بالسلطة الشخصية(الفردية)
المونقراطية تنقسم إلى ثلاثة أقسام:
- الملكية المطلقة: وهي التي تكون فيها الملكيات غير مقيدة بدستور الدولة
- الدكتاتورية: وهي سيطرة الفرد الحاكم على الدولة تماشيا مع رغباته وآراءه والتزامه بالسلطة
- الاستبدادية: وهي ظلم الحاكم لرعيته باستعمال التخويف والترهيب عليهم لفرض سلطته

أنواع الانظمة الديمقراطية: 
1. المونقراطية القديمة ( والتي تتمثل بالملكية المطلقة والدكتاتورية والاستبداديهة)
2. المونقراطية الحديثة (الشعبية)